# Kenneth Edwards (Golfspieler)
Kenneth Paine Edwards (* 9. März 1886 in Chicago, Illinois; † 21. Dezember 1952 in Evanston, Illinois) war ein US-amerikanischer Golfer.

## Biografie
Kenneth Edwards spielte Golf im Exmoor Country Club. Bei den Olympischen Spielen 1904 in St. Louis wurde er mit der Western Golf Association im Mannschaftswettkampf Olympiasieger.